# Барклай де Толли, Елена Ивановна
Княгиня Елена Ивановна Барклай де Толли (урождённая Елена Августа Элеонора фон Смиттен, нем. Helene Auguste Eleonore von Smitten; 23 июня 1770 — 18 мая 1828) — статс-дама, супруга и двоюродная сестра генерал-фельдмаршала князя Михаила Богдановича Барклая де Толли. Кавалерственная дама ордена Святой Екатерины (26 марта 1809).

## Биография
Елена Августа Элеонора родилась в семье представителей остзейского дворянства — Гейнриха Йоганна фон Смиттена (1733—1782) и Ренаты Хелены фон Штакельберг (1749—1786). Унаследовала от родителей мызу Бекхоф.
Вышла замуж 22 августа 1791 года за своего кузена Михаила Богдановича Барклая де Толли (1761—1818), сына родной тётки Маргареты Элизабет фон Смиттен и Вейнгольда-Готтарда Барклая-де-Толли. Венчание состоялось в лютеранской церкви Тарвасте близ Бекхофа в имении Смиттенов. После свадьбы супруги уехали в Санкт-Петербург, где по окончании шведской войны Барклай-де-Толли продолжил службу в Санкт-Петербургском гренадерском полку в чине премьер-майора.
Брак оказался удачным: супруги искренне любили друг друга. Елена Ивановна заботилась о муже, посылая ему лекарства и наставляя адъютантов, как и когда их давать. В письмах к жене Михаил Богданович не только заботился о ней, но и обсуждал ситуацию, сложившуюся в армии:

Вчера вечером сюда прибыл князь Кутузов, и это значит, что я должен ему подчиняться. Я очень рад, что один руководит всем. К тому же я здоров и настолько глубоко переживаю за положение моей Родины, что не могу дать волю другим чувствам. Как только Бог… позволит нам счастливо закончить войну, я откажусь от всего и с радостью продолжу мою жизнь в тихом уединении.
Елена Ивановна имела на мужа очень сильное влияние, по замечанию одного из адъютантов Барклая, В. И. Левенштерна, князь «был кроток, как ягнёнок, во всём, что касалось его жены». При этом современники нелестно отзывались о супруге генерала. Французский разведчик капитан де Лонгрю, составляя характеристику русских генералов 1812 года, писал:

Генерал Барклай де Толли. Военный министр. Лифляндец, женат на курляндке, которая видится у себя только с дамами только из этих двух провинций.
Описывая, отмечали её «тяжелое, обрюзгшее лицо, маленькие коричневые глазки, излишнюю полноту».
26 марта 1809 Елена Ивановна была удостоена Ордена Святой Екатерины малого креста, а в 1814 — придворного звания статс-дамы.
В начале 1818 года Михаил Богданович добился разрешения на длительный отпуск для лечения, при этом император Александр выдал 100 тысяч рублей для покрытия расходов. Барклаи решили взять в поездку Кристель и Магнуса, а также племянника и племянницу Елены Ивановны. Но здоровье князя стремительно ухудшалось, и 13(25) мая 1818 года Михаил Богданович скончался. Император Александр назначил Елене Ивановне ежегодную пенсию в 85 тысяч рублей.
Он также высказал пожелание, чтобы Михаил Богданович был захоронен в Казанском соборе. Но вдова пожелала захоронить Барклая в семейной усыпальнице в замке Хельм рядом с Тырве. В 1823 году недалеко от родового имения вдовы Барклая-де-Толли Бекгоф архитектор из Санкт-Петербурга Аполлон Феодосиевич Щедрин (1796—1847) выстроил мавзолей.

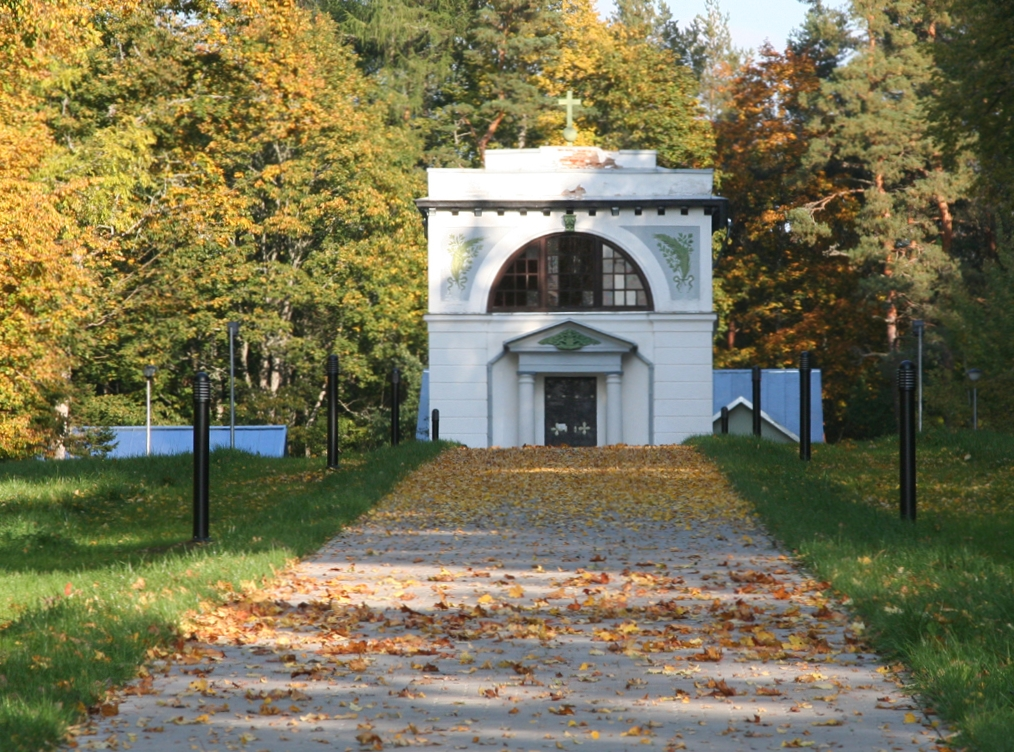
Мавзолей

18 мая 1828 года княгиня Елена Ивановна Барклай-де-Толли скончалась и была похоронена рядом с супругом.

## Дети
За время брака Елена Ивановна родила нескольких детей, но выжил лишь единственный сын — Эрнст Магнус Август (1798—1871), полковник и флигель-адъютант. Был женат первым браком на фрейлине двора баронессе Леокадии фон Кампенгаузен (1807—1852), а вторым браком — на баронессе Александре фон Тизенгаузен (урожденной фон Крамер, 1814—1866), скончался бездетным.
В семье воспитывались так же четыре девочки (3 из них были дочерьми родственников Михаила Богдановича):
- Каролина (Лина) фон Гельфрейх (1789—1869) — дочь эстонского помещика; позднее — фрейлина императорского двора. Она станет женой генерал-лейтенанта X. Р. Рейтерна (1782—1833).
- Анна (Анна Егоровна) фон Торнау (1798—1830) — дочь главного почтмейстера Риги; позднее — супруга Ивана Ивановича Дибич-Забалканского[5];
- Екатерина Захаровна Муравьёва (1796—1879) — дочь кузины Барклая, Елизаветы Карловны Поссе (1761—1815) и сестра Артамона Муравьева, позднее — супруга Егора Францевича Канкрина;
- Кристина Августа (Кристель) фон Людер (1803—1887) — дочь сестры Барклая, Кристины Гертруды (1770—1865), в будущем — супруга Петра Фёдоровича Веймарна. Их сын, Александр, унаследовал фамилию Барклай-де-Толли (8 декабря 1859 года)[2].